# Domëne Moling
Domëne Moling, o Domenico Molin (La Valle, 28 agosto 1691 – La Valle, 27 maggio 1761), è stato uno scultore austriaco.

## Biografia

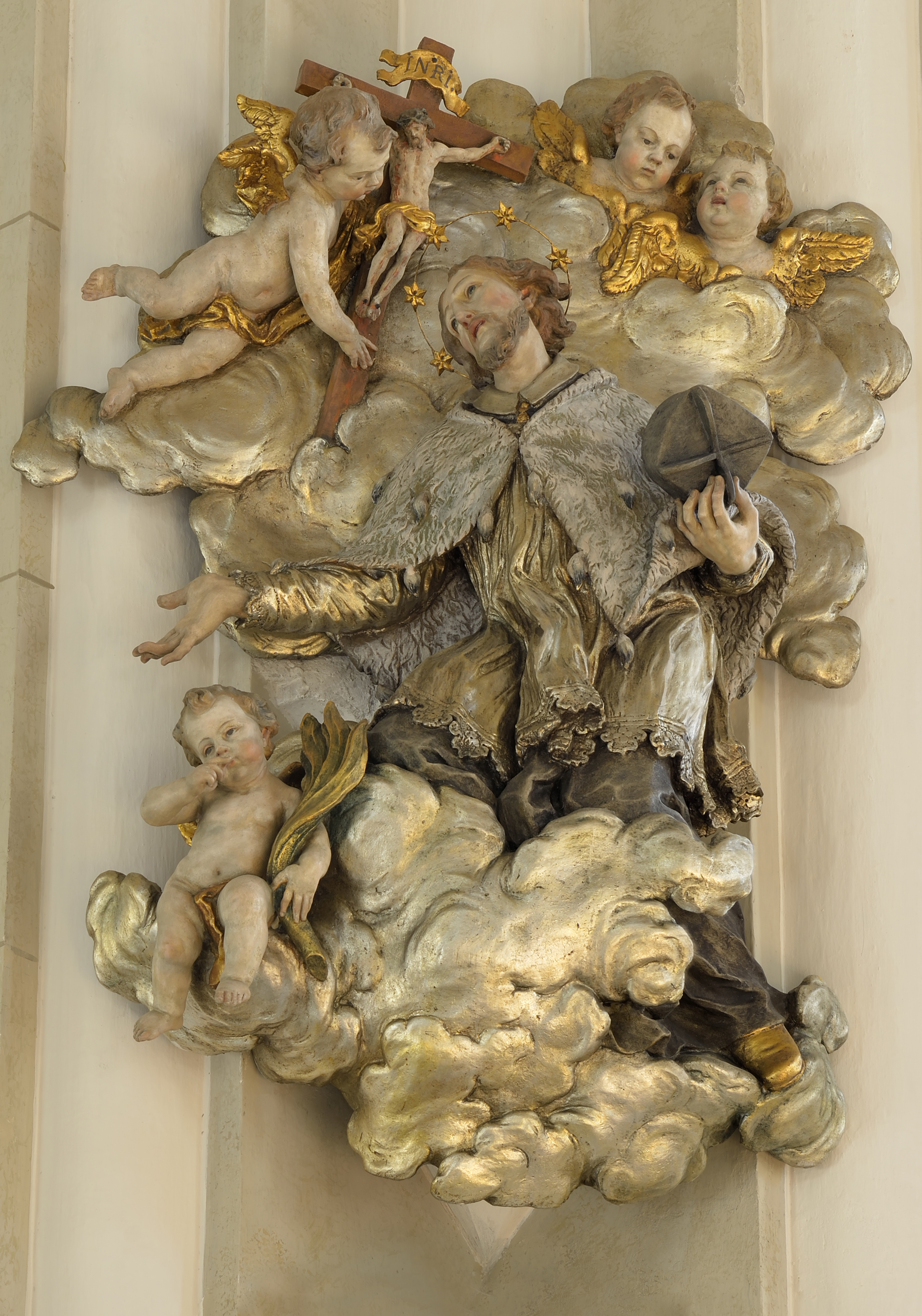
Raffigurazione di San Giovanni Nepomuceno in gloria, nella chiesa di San Genesio di La Valle

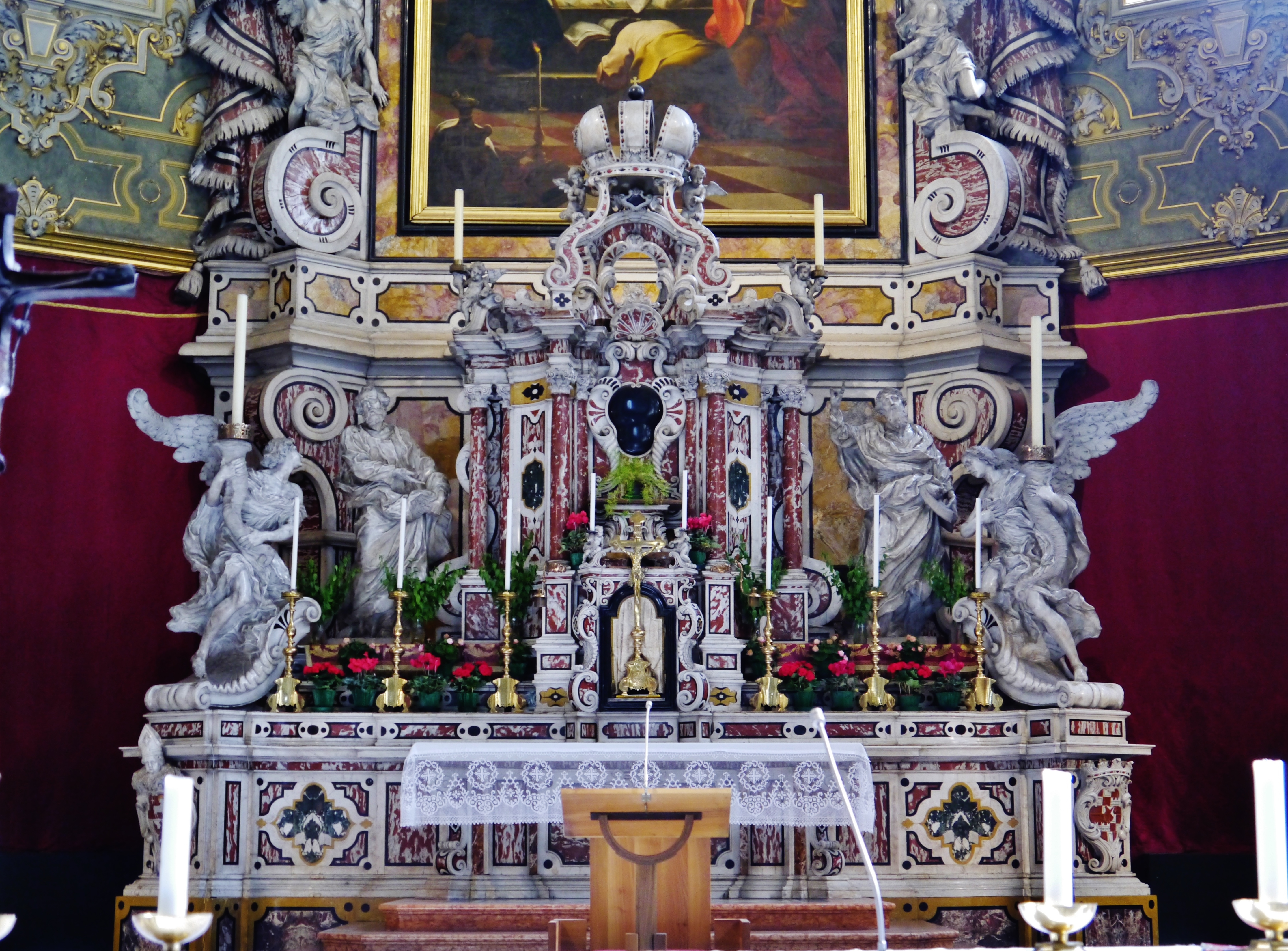
Altare maggiore, duomo di Bressanone. Le raffigurazioni degli Angeli che sostengono i ceri e quelle dei Santi Pietro e Paolo sono opere del Moling

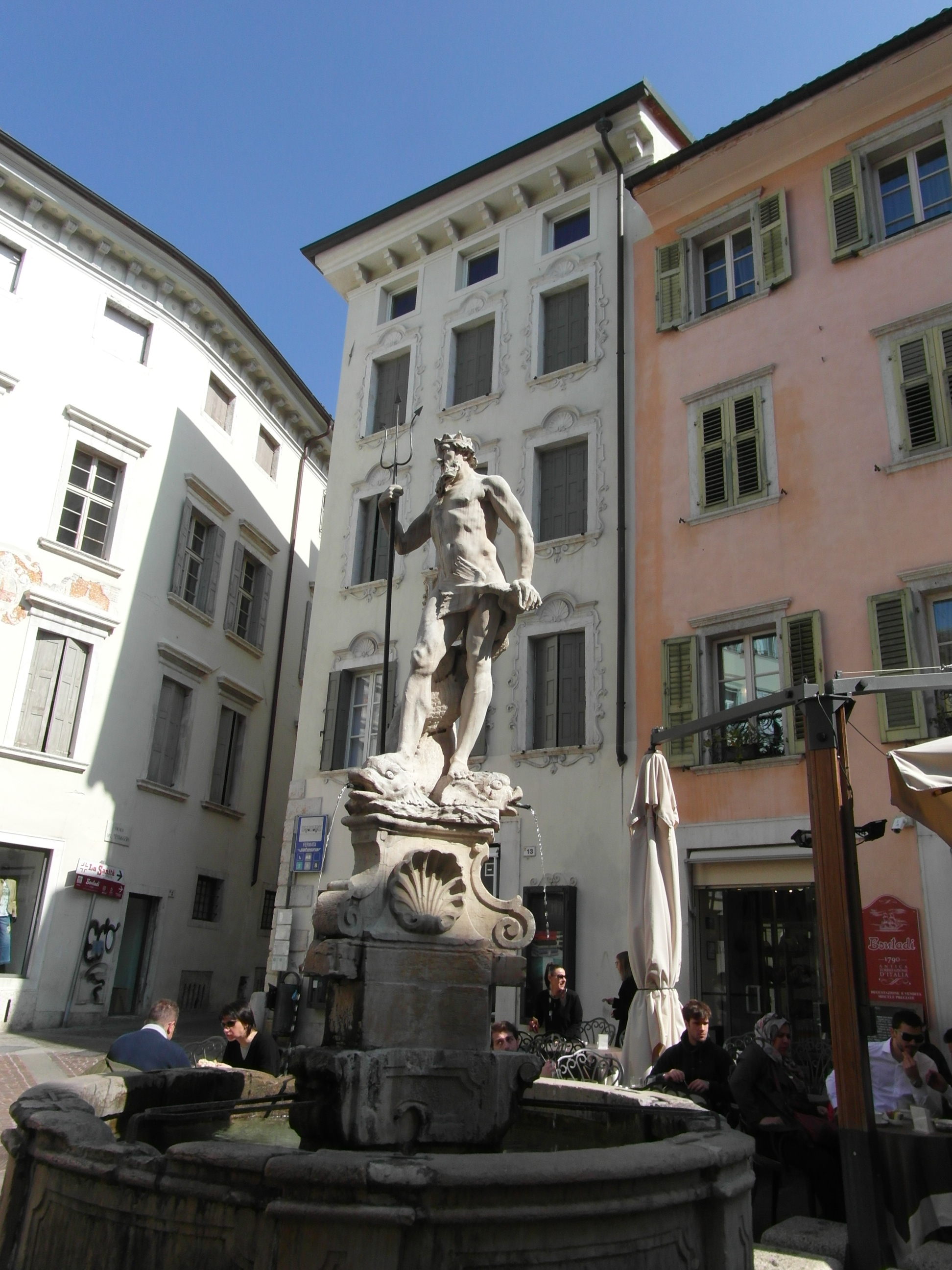
Fontana del Nettuno, Piazza Cesare Battisti a Rovereto

Domëne Moling, il maggiore di sei fratelli, nacque da Christian Moling e Maria de Terza, nel maso di Morin nei pressi del paese di La Valle. Nei registri parrocchiali risulta solo la sua data di battesimo ma non quella di nascita, che però possiamo ragionevolmente collocare nel giorno stesso o pochissimi giorni prima. Il suo cognome varia in diversi documenti, da Moling, Molling o più di frequente Molin.
Dopo che il padre intravide la vena artistica del figlio, gli permise di seguire l'apprendistato presso diversi maestri. Il primo fu un parente di nome Johann Härtl. Dopo pochi anni Domëne si trasferì in Trentino. Qui lavorò come apprendista nel laboratorio di Cristoforo Benedetti a Castione e qui scolpì numerose opere in marmo di Castione o di Carrara che finirono ad abbellire varie chiese del Tirolo di allora. In quanto apprendista produsse varie opere nell'anonimato e oggi è difficile individuare con chiarezza quali opere uscite dal laboratorio di Benedetti fossero sue. Dal 1736 cominciò però a produrre sotto il proprio nome, sempre come dipendente del Benedetti.
Domëne si trovò anche a lavorare a Venezia, dove produsse copie di opere d'arte per dei committenti inglesi. Fu qui che incontrò probabilmente nel 1726 Balthasar Permoser, che lo invitò ad andare a Dresda. Nella sua attività come scultore di corte, Permoser aveva bisogno di artisti che lavorassero per lui. Fu con lui che Moling apprese la tecnica per scolpire l'avorio. Rimase a Dresda fino alla morte di Permoser avvenuta nel 1732. A Dresda conobbe il famoso Antonio Corradini con il quale tornò a Venezia, dove prese contatto con un altro celebre scultore, Giovanni Maria Morlaiter. Seguì un viaggio a Roma del quale non sappiamo nulla.

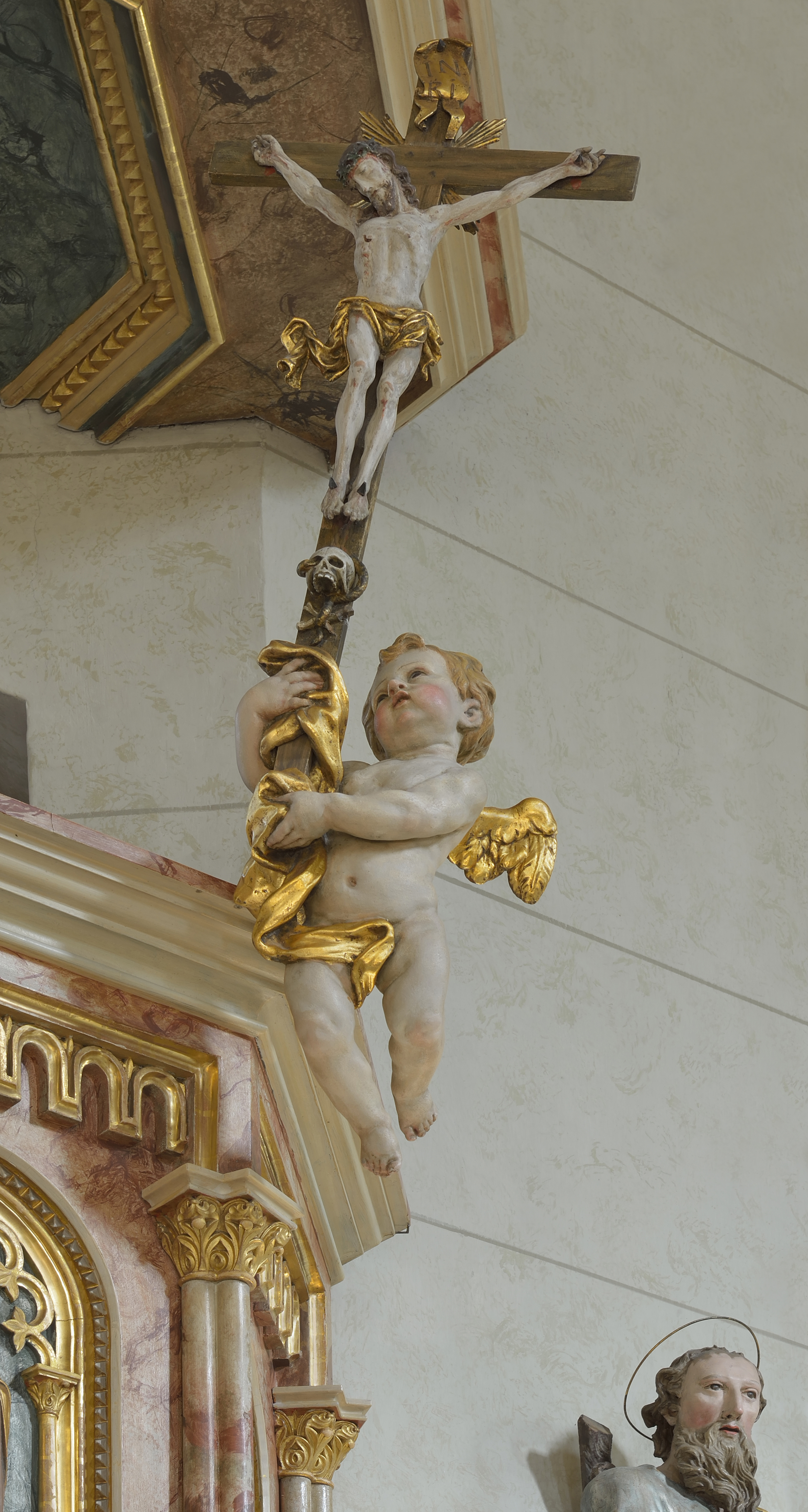
Putto realizzato da Domëne Moling e conservato nella chiesa di San Genesio di La Valle

Moling riprese a lavorare nel laboratorio di Benedetti. Negli anni 40 del 1700 ebbe di nuovo contatti con la sua terra natìa per la quale svolse diverse opere. Intorno all'anno 1755 si costruì una casa a Morin, frazione di La Valle, che ancora oggi si conserva ed è conosciuta come la ćiasa dai sanć (casa dei santi) in riferimento alle numerose statue di santi in essa trovate. Negli ultimi anni di vita lavorò in modo stagionale tra il suo paese natale e il Trentino. Sua sorella nubile, di dodici anni minore, Catharina lo aiutò come governante e nel lavoro artistico fino alla fine della sua vita.
Domëne Moling morì nel 1761 nella sua casa a La Valle. La sua personalità è stata descritta come semplice ma integerrima, di costituzione robusta e buon bevitore. Visti i numerosi libri in suo possesso, sia in lingua italiana che tedesca, doveva essere anche una persona colta. Non si conosce nulla di una sua possibile scuola ma suo nipote Matthias, nato nel 1734, fu anch'esso un artista.

## Opere
Domëne Moling è uno degli scultori ladini più operosi. Inoltre seppe lavorare con uguale abilità sia il marmo che l'avorio, oltre alla materia comune delle valli ladine, il legno. Del suo operare troviamo tre poli. A Innsbruck, in particolare nel duomo. In secondo luogo a Bressanone, punto di riferimento sia amministrativo che ecclesiastico per le valli ladine. Qui troviamo varie sue opere nel duomo e nella chiesa di San Michele. Infine nella sua terra natale, in particolare nella chiesa parrocchiale di San Genesio a La Valle. Di seguito una lista parziale delle sue opere.
- Sculture dell'altare di S. Anna, marmo bianco, taglia naturale, Duomo di Innsbruck (1726)
- Statue dell'altare maggiore, marmo rosso, taglia naturale, Duomo di Innsbruck (1726–1728/1729)
- Cristo incatenato alla colonna, marmo, 32 cm, Innsbruck, Tiroler Landesmuseum Ferdinandeum, Inv.-Nr. P 165 (circa 1730)
- Santi sconosciuti, S. Gertrude, S. Domenico, legno, 133 cm, museo diocesano Bressanone (circa 1735/1740)
- Fontana di Nettuno, marmo, statua ca. 185 cm, Piazza Battisti, Rovereto (1736)
- Vergine Maria; S. Giovanni; Angelo, 1739, marmo bianco, statue dell'altare della Crocifissione della chiesa di San Michele a Bressanone[1]
- Angelo dell'altare di Maria Ausiliatrice, marmo bianco, S. Marco a Rovereto (1741)
- Statue di S. Domenico e S. Rosa da Lima, marmo bianco, 200 cm, parrocchia Riva del Garda (1744)
- Sculture dell'altare maggiore, marmo di Carrara, parrocchia di Mori (prima del 1745)
- Pulpito, 1745-46, legno, Ferdinandeum a Innsbruck, proveniente dall'antica chiesa parrocchiale di S. Genesio a La Valle[1]
- Statue dei santi Francesco di Sales, Teresa d'Avila e due angeli, marmo di Castione, ca. 185 cm, altare laterale della parrocchia di Riva del Garda (1745/1746)
- Madonna Addolorata (?) e San Giuseppe, anni '40 del Settecento, pietra calcarea, statue del secondo altare laterale sinistro, attribuito a Teodoro Benedetti, della chiesa della Natività di San Giovanni Battista a Flavon (Contà)[2]
- Statue di Pietro, Paolo e angeli, marmo di Carrara, 190 cm, altare maggiore, duomo di Bressanone (1749–1752)
- Immacolata, legno, 128 cm, parrocchia di S. Genesio a La Valle (circa 1750)
- Immacolata e putti, legno, 130 cm, chiesa della Santissima Trinità ad Andraz (circa 1750)
- Statua processionale dell'Immacolata, legno e stoffa, 130 cm, parrocchia di San Cassiano (circa 1750)
- San Cristoforo; San Osvaldo; Angeli, 1754-56, marmo di Carrara, 170 cm, statue dell'altare di S. Giovanni Nepomuceno, nel Duomo di Bressanone[3]
- Busti di due santi vescovi, legno, 75 cm, San Martino in Badia (circa 1750/1760)
- San Giovanni Nepomuceno, legno, 125 cm, parrocchia di San Lorenzo di Sebato (circa 1750/60)
- San Giovanni Nepomuceno, legno, parrocchia di S. Genesio a La Valle (circa 1750/60)
- Statue dei santi Genesio, Silvestro, Caterina, Andrea e putti, legno, ca. 135 cm, parrocchia di S. Genesio a La Valle (1755–1761)

## Curiosità
La sala delle manifestazioni del comune di La Valle è a lui dedicata con il nome Salf dles uniuns Domëne Moling. Anche la scuola elementare porta il suo nome.
Di lui si raccontano diversi aneddoti. Quello più celebre riguarda la creazione della migliore delle sue opere presenti a La Valle, la statua di San Giovanni Nepomuceno in gloria. Si narra che fu realizzata in compimento di un ex voto fatto allo stesso santo in seguito ad essere caduto nel rio Gadera in piena, una notte dopo avere alzato un po' il gomito nell'osteria Posta a Pederoa. La statua sarebbe dunque stata regalata alla parrocchia.